# Albret Kvitéria montivilliers-i apátnő
Albret Kvitéria (1499 – Montivilliers, 1536. szeptember 13./október 30.), franciául: Quitterie/Quiterie d'Albret de Navarre, spanyolul: Quiteria de Albret de Navarra, baszkul: Kiteri Labritekoa/Albretekoa/Nafarroakoa, okcitánul: Quitèira de Labrit, infanta de Navarra, katalánul: Quitèria Albret de Navarra, latinul: Kytheria/Quiteria Albretanae/Navarrae, navarrai királyi hercegnő (infánsnő), bencés apáca, Montivilliers apátnője. Ifjabb Albret Izabella nővére, III. Johanna navarrai királynő nagynénje és IV. Henrik francia király nagynagynénje, valamint idősebb Albret Izabella candale-i grófné, Cesare Borgia és Candale-i Anna magyar királyné unokahúga. Az Albret-ház tagja. Nevét az V. századi Szent Kvitéria után kapta.

## Élete
1499-ben született Montivilliers-ben.
III. (Albret) János navarrai király iure uxoris (a felesége jogán) és I. (Foix) Katalin navarrai királynő suo iure (a saját jogán) ötödszülött gyermeke, valamint II. Henrik navarrai király nővére.

## Alakja az irodalomban
Sógornője, Navarrai Margit az általa írt művében, a Heptameronban megemlíti őt és nővérét, Katalint is. „A navarrai királyné nagy gondban volt, mivel vakon bízott a saint-martini perjelben, akire rábízta volt sógorasszonyainak, a montivilliers-i és a caeni apátasszonyoknak a felügyeletét is.”